# Agustín Leonardo de Argensola

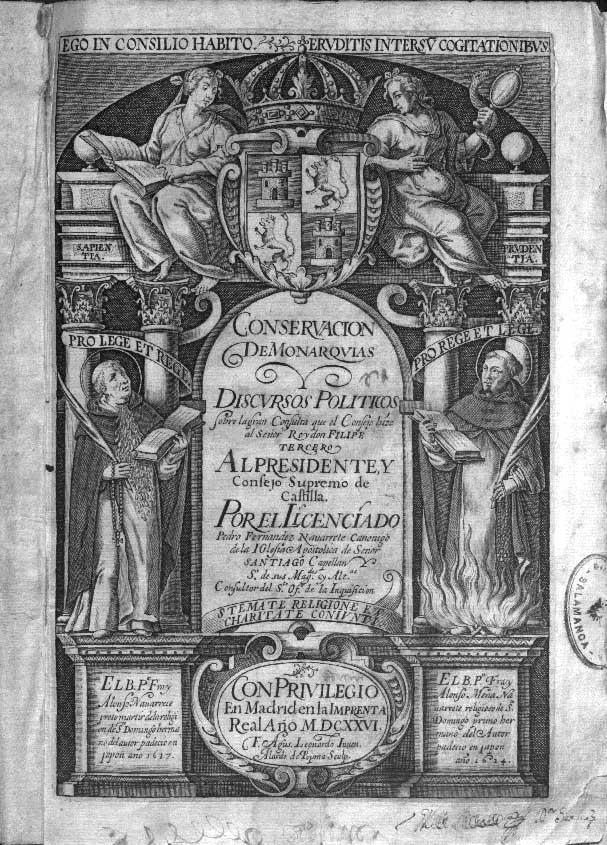
Portada calcográfica de la Conservación de monarquías de Pedro Fernández de Navarrete, Imprenta Real, Madrid, 1626. Grabado de Alardo de Popma sobre dibujo de Agustín Leonardo de Argensola.

Fray Agustín Leonardo de Argensola (Tarazona (?), c. 1580 – Barcelona, después de septiembre de 1641) fue un sacerdote mercedario y pintor barroco español.

## Biografía
Aunque Palomino lo suponía natural de Madrid y Orellana lo tuvo por valenciano, es probable, conforme a las investigaciones de fray Agustín Arqués en los archivos de la Orden de la Merced, que naciese en Tarazona, donde tomó el hábito en 1609, cuando ya era pintor. Francisco Zapater le supuso discípulo de Jerónimo Cosida, a quien habría aventajado excepto en la dulzura del color. En 1610 profesó en Zaragoza en el Real Convento de San Lázaro, titulándose Agustín Leonardo de Selma, segundo apellido que cambió más adelante por el de Argensola.
En 1620 se encontraba en el convento de Nuestra Señora del Puig, próximo a Valencia, donde pintó cuatro cuadros cuyos asuntos, según José Vicente Ortí, eran el hallazgo de la Virgen del Puig, el asedio de Valencia por el rey don Jaime, la rendición de la ciudad a los cristianos y la batalla ocurrida en las proximidades del Puig, con la aparición de san Jorge. En 1738, con motivo de las fiestas por el V centenario de la conquista, los cuadros se llevaron a Valencia para exponerlos en la fachada del monasterio de la Merced, junto con la décima que les dedicó otro religioso de la misma orden y catedrático de retórica: 

«Quatre Quadros, en que está /De sent Jordi la presencia, / Seti, è presa de Valencia, / E la Verge del Puig và / En andes, son de una má;/  Que un Frare de la Mercé / Efigiar en ells sabe / Pera qui no sap llegar / Com lo Moro va futgir, / Y en fi à Valencia perdè»

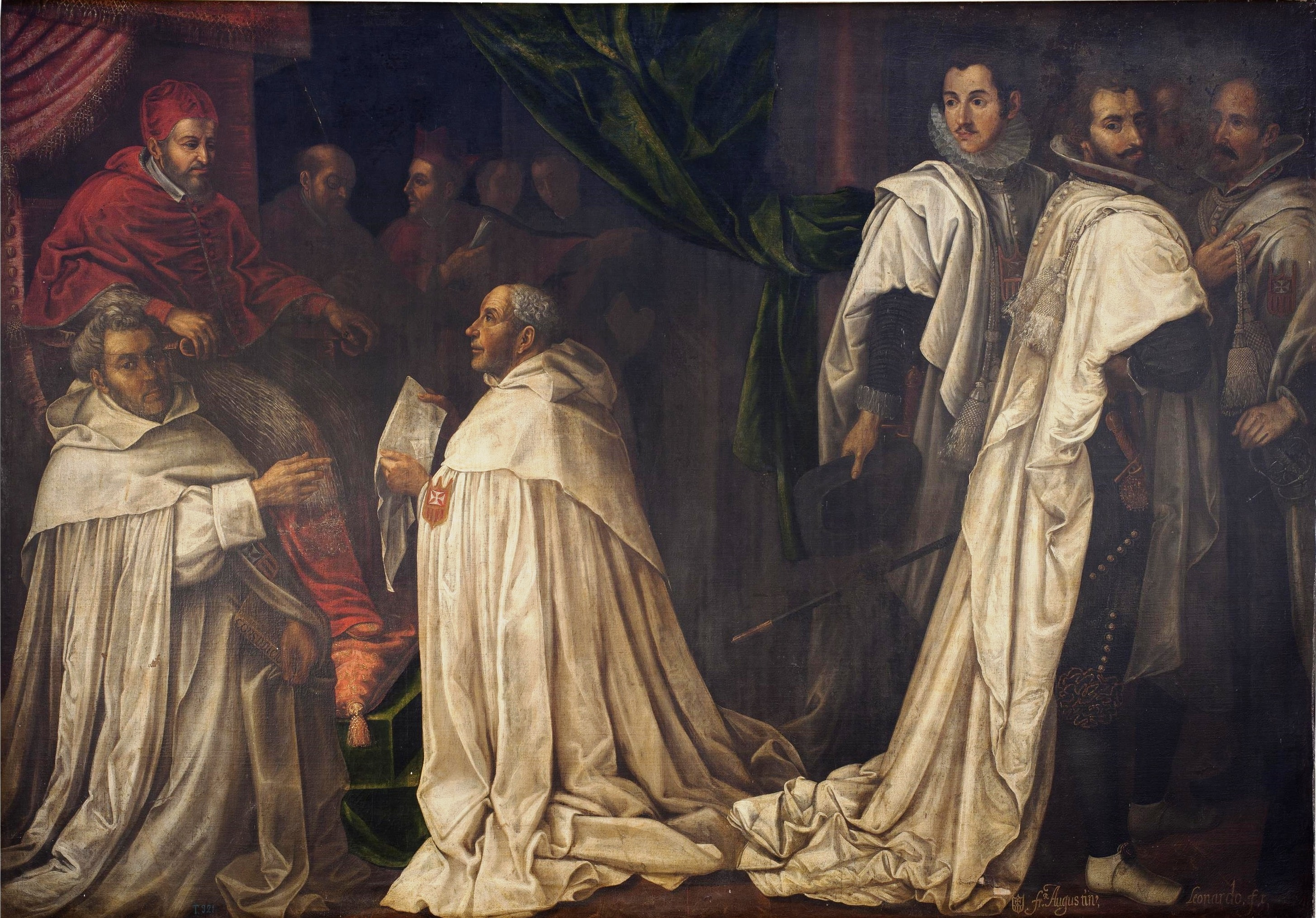
Decisión del pleito entre religiosos y caballeros, de Agustín Leonardo de Argensola. 1624. (Museo del Prado, Madrid).

Llamado por el general de la Orden, fray Gaspar Prieto, pasó a Madrid hacia 1623 para trabajar en la decoración de los conventos de Andalucía y Castilla. En Madrid pintó para la escalera principal del convento de la Merced calzada dos cuadros grandes: La aparición de la Virgen a san Ramón cuando custodiaba el ganado, que estaba fechado según Palomino en 1625, y Los caballeros de la orden pierden el pleito ante su Santidad, firmado y fechado en 1624, ahora propiedad del Museo del Prado que lo tiene depositado en la Mezquita-Catedral de Córdoba. El mismo año estaba fechado un lienzo que representaba a Jesús con la Samaritana según indicaba Ceán Bermúdez, que lo vio en Sevilla y transcribió la firma con la que se acreditaba el paso del pintor por la ciudad andaluza: «Frater Augustinus Leonardo hispanus inventor faciebat Hispalii die 4 junii anno Dñi 1624». De fecha próxima serían los cuadros de la vida de san Pedro Nolasco que pintó para el convento de los mercedarios de Córdoba, donde llegó a verlos Antonio Ponz.
También en el refectorio del convento de Santa Catalina de Toledo vio Ponz un cuadro de Leonardo en el que se representaba el Milagro de los panes y los peces. Residiendo en Madrid proporcionó el dibujo grabado por Alardo de Popma para la portada del libro de Pedro Fernández de Navarrete, Conservación de monarquías (1626). Además debió de alcanzar cierto reconocimiento como retratista, como testimonia el soneto que Gabriel Bocangel dedicó a su retrato pintado por el mercedario:

«Habla, bulto animado, no tu esquivo
Silencio á tu moderno padre ofenda:
Mas deja que hable yo, porque se entienda,
Cuál el pintado es, o cual el vivo.
Tú no sientes, ni yo, puesto que vivo,
De dar a mi dolor la infausta rienda:
Tú callas, yo también, aunque me encienda
Un ardor, en que muero, y me concibo.
Nada tu bulto, de mi bulto ignora;
Firme semblante ofreces, y no acaso,
Porque retratas mi contraria suerte.
¡Oh arbitrio del amor; formar ahora.
Otro yo, que padezca, lo que paso,
Por negarme el alivio de la muerte!»

Seguía en Madrid en mayo de 1629, cuando el convento madrileño pasó revista canónica, pero inmediatamente partió hacia el monasterio del Olivar en Estercuel (Teruel), donde pintó según Arqués 38 cuadros grandes y algunos otros menores y firmó uno de ellos: «Apeles me fecit». En 1637 asistió al Capítulo provincial de Aragón en Barbastro como definidor suplente. De allí marchó a Barcelona. Para la llamada sala De profundis de su convento pintó ocho cuadros de la conquista de México, poniendo el acento en el papel del mercedario padre Bartolomé de Olmedo, compañero de Hernán Cortés, pues, según se afirmaba en la leyenda de uno de los cuadros, él dio a Cristo lo que Cortés a España:

«Aquel maestro insigne y celebrado
Bartholomé de Olmedo, osado diga
Que él á Cristo la dio que es más hazaña,
Si a España dio Cortés la Nueva-España».

Terminan las noticias en septiembre de 1641, cuando hizo registrar en el convento de Barcelona la patente de predicador para la provincia de Aragón, lo que parece ratificar lo que Palomino afirmaba de sus dotes como predicador.

## Obras
De la larga serie de obras mencionadas por las fuentes antiguas tan solo resta el cuadro de la Decisión del pleito entre religiosos y caballeros de la Merced, pintado para el convento de los mercedarios calzados de Madrid y firmado en 1624, que ingresó en el Museo del Prado procedente del Museo de la Trinidad y se encuentra en depósito en la Catedral de Córdoba.